# 이미지 스캐너

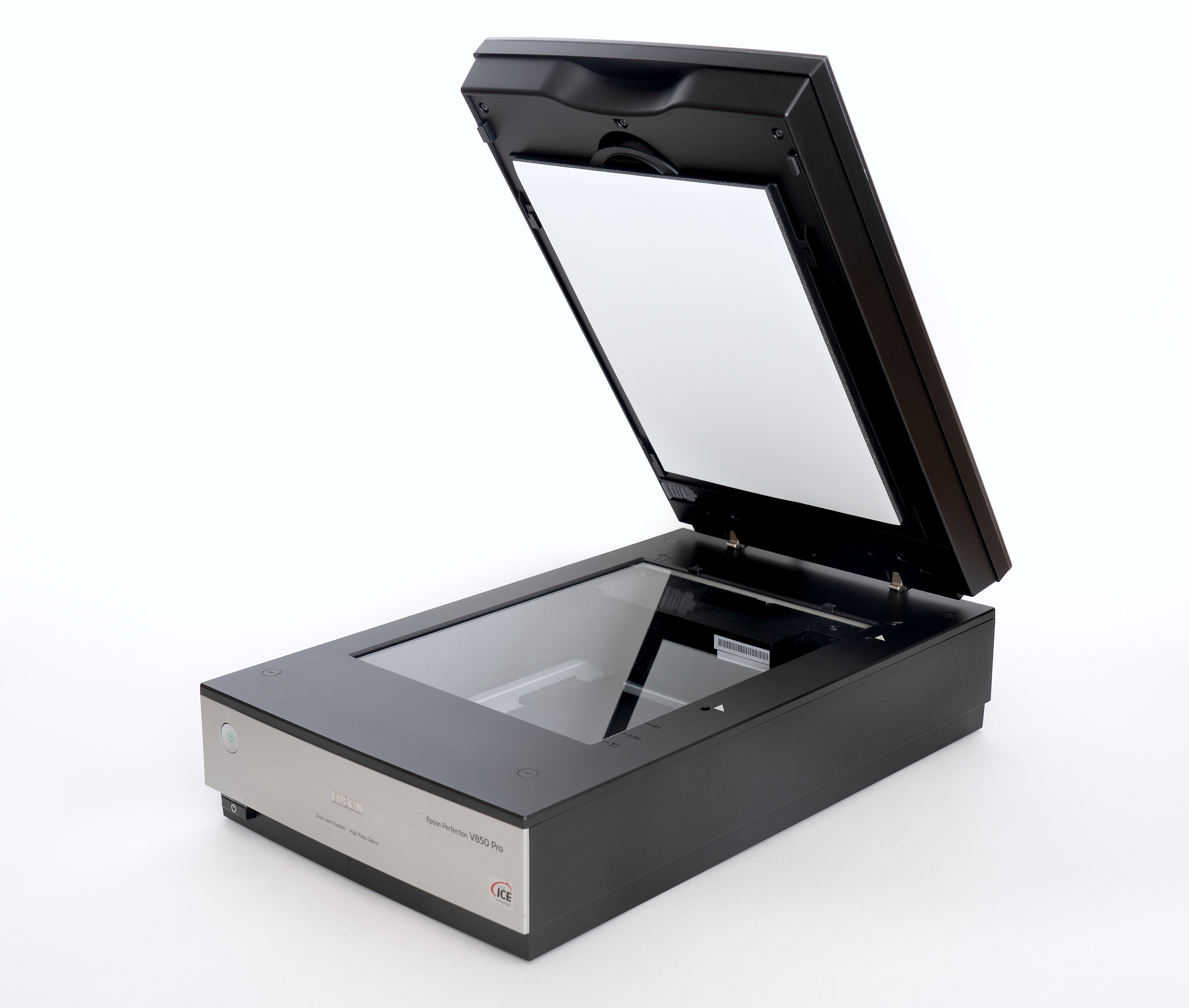
덮개를 연 평판 스캐너 (세이코 엡손 퍼펙션 V850 Pro). 문서나 이미지는 유리 베드(플래튼)에 뒤집어 놓는다.

이미지 스캐너(image scanner, 문화어: 화상입력장치), 줄여서 스캐너(scanner, 문화어: 주사장치)는 이미지, 인쇄된 텍스트, 손글씨 또는 물체를 광학적으로 스캔하여 디지털 이미지로 변환하는 장치이다. 가정과 사무실에서 가장 일반적으로 사용되는 스캐너는 문서가 유리 베드 위에 놓이는 평판 스캐너이다. 일련의 롤러를 사용하여 페이지를 이미지 센서 위로 이동시키는 시트 공급 스캐너는 한 번에 한 페이지의 문서를 스캔하거나 자동 문서 공급 장치처럼 여러 페이지를 스캔하는 데 사용될 수 있다. 휴대용 스캐너는 모든 평평한 표면에서 사용할 수 있는 휴대용 이미지 스캐너 버전이다. 스캔된 파일은 일반적으로 스캐너가 연결된 컴퓨터로 다운로드되지만, 일부 스캐너는 독립형 플래시 미디어(예: 메모리 카드 및 USB 플래시 드라이브)에 스캔을 저장할 수 있다.
현대 스캐너는 일반적으로 전하결합소자(CCD) 또는 밀착형 이미지 센서(CIS)를 이미지 센서로 사용하는 반면, 이전에 개발되었으며 최고 품질의 이미지를 얻기 위해 여전히 사용되는 드럼 스캐너는 광전 증폭관(PMT)을 이미지 센서로 사용한다. 상업용 또는 특수 고해상도 사진기를 사용하는 도큐먼트 카메라는 문서를 한 번에 촬영한다.

## 역사

### 전신

#### 팩스와 전보 사진
이미지 스캐너는 초기 팩시밀리(팩스) 및 전보 사진 기계의 후속 기기로 간주된다. 스캐너와 달리 이러한 장치는 이미지를 로컬로 처리하고 저장하기보다는 장거리로 전송하는 데 사용되었다.:2:305 최초의 팩스 기기 시도는 1843년 스코틀랜드 시계 제작자 알렉산더 베인이 특허를 받았으나 생산되지는 않았다. 그의 디자인에서, 진자에 연결된 금속 첨필이 솟아오른 이미지가 있는 구리 판 위를 스캔한다. 첨필이 판의 솟아오른 부분에 닿으면, 한 쌍의 전선을 통해 또 다른 진자에 연결된 전극이 있는 수신기로 펄스를 보낸다. 전기 화학적으로 민감한 용액으로 함침된 종이가 전극 아래에 있으며, 펄스가 전극에 도달할 때마다 색이 변한다. 기어는 진자의 각 흔들림과 동시에 구리 판과 종이를 전진시킨다. 시간이 지남에 따라 완벽한 구리 판의 복제본이 만들어진다. 베인의 시스템에서는 송수신기 및 수신기의 진자가 완벽하게 동기화되어야 하며, 그렇지 않으면 재현된 이미지가 왜곡된다.
1847년, 영국의 물리학자 프레데릭 베이크웰이 최초의 작동하는 팩스 기기를 개발했다. 베이크웰의 기기는 베인의 기기와 유사했지만 주석박으로 코팅된 회전 드럼을 사용했으며, 이 주석박 위에 비전도성 잉크가 칠해져 있고, 드럼 위를 스캔하여 주석박의 전도성 지점에 닿으면 한 쌍의 전선을 통해 펄스를 보내는 첨필이 있었다. 수신기는 화학 처리된 종이에 닿는 전극을 포함하고 있으며, 전극이 펄스를 받으면 종이의 색이 변한다. 그 결과는 원본 이미지의 역대비(흰색 바탕에 파란색) 복제본이었다. 베이크웰의 팩스 기기는 베인의 기기보다 약간 더 성공적이었지만 동일한 동기화 문제에 시달렸다. 1862년, 조반니 카셀리는 이를 해결하기 위해 정기 서비스에 투입된 최초의 팩스 기기인 판텔레그래프를 개발했다. 주로 베인의 디자인을 기반으로 했으며, 송수신기 및 수신기의 진자를 두 개의 자기 조절기 사이에 배치하여 완전한 동기화를 보장했다. 이 조절기들은 진자가 흔들릴 때마다 자화되고, 진자가 각 진동의 최대 및 최소 지점에 도달하면 탈자화된다.
1893년, 미국의 엔지니어 일라이셔 그레이는 최초의 광범위하게 상업적으로 성공한 팩스 기기인 텔레오토그래프를 도입했다. 이 기기는 수신기에서 x축 및 y축 움직임을 변환하는 연결 막대를 사용하여 펜을 종이 위로 스캔하고, 송신기 드럼 위를 움직이는 첨필에 의해 작동될 때만 펜이 종이에 닿도록 했다. 상업용 문구류 종이를 사용할 수 있었기 때문에 기업과 병원에서 인기를 얻었다. 1902년, 독일의 엔지니어 아르투르 코른은 금속 드럼과 첨필에 의존하지 않고, 복사할 종이를 스캔하기 위해 빛에 민감한 셀레늄 전지를 사용하는 팩스 기기인 포토텔레오토그래프를 도입했다. 이 기기는 그레이의 기기보다 훨씬 더 상업적으로 성공했으며, 1900년대 초반부터 전 세계 신문사에서 사용된 전보 사진(텔레포토그래피라고도 함) 기계의 기반이 되었다.

#### 아날로그 스캐너
20세기 중반에 디지털 화상 처리가 등장하기 전에는 스캐너라는 용어는 원래 오프셋 인쇄기 내에서 사용되는 아날로그 장비를 지칭했다. 이러한 아날로그 스캐너는 목적에 따라 디자인이 다양했다. 일부는 색상 투명 필름으로 저장된 이미지를 원본 이미지를 대량으로 인쇄하는 데 사용할 수 있는 색 분판으로 스캔하는 데 사용되었고, 다른 일부는 더 어둡고 풍부한 색상의 인쇄물을 생성하기 위해 단순한 시안, 마젠타, 노랑(CMY) 판을 시안, 마젠타, 노랑, 검정(CMYK)으로 변환하는 데 사용되었다. 이는 당시 업계에서 색상 보정(현대의 영화 제작적 의미와는 무관함)으로 알려진 과정이었다. CMY를 CMYK로 변환하는 것은 마스킹과 같은 기술을 포함하는 매우 수동적인 작업이었다. 아날로그 스캐너는 이 과정을 상당 부분 자동화했다.:305
알렉산더 머레이와 리처드 모스는 1937년 이스트먼 코닥에서 최초의 아날로그 컬러 스캐너를 발명하고 특허를 받았다. 그들의 기계는 드럼에 장착된 컬러 투명 필름을 이미징하는 드럼 스캐너 디자인으로, 필름 아래에 광원이 배치되었고, RGB 컬러 필터를 가진 세 개의 광전지가 투명 필름의 각 지점을 읽어 이미지를 세 개의 전자 신호로 변환했다. 머레이와 모스의 초기 디자인에서 드럼은 세 개의 선반에 연결되어 CMY 망점을 세 개의 오프셋 실린더에 직접 에칭했다. 이 특허의 권리는 1946년에 프린팅 디벨롭먼츠 인코퍼레이티드(P.D.I.)에 매각되었고, 이들은 네거티브 필름의 지점을 이미징하기 위해 광전 증폭관을 사용하여 증폭된 신호를 생성하고, 이 신호는 RGB 신호를 색상 보정된 CMYK 값으로 처리하는 단일 목적 컴퓨터로 전달되도록 디자인을 개선했다. 처리된 신호는 네 개의 선반으로 보내져 CMYK 망점을 오프셋 실린더에 광식각한다.
1948년, 인터케미컬 코퍼레이션의 아서 하디와 매사추세츠 공과대학교의 F. L. 워즈버그는 컬러 네거티브에서 색상 보정된 석판 인쇄판을 생산하기 위한 최초의 아날로그 컬러 평판 이미지 스캐너를 발명했다. 이 시스템에서는 컬러 네거티브에서 도트 에칭을 통해 세 개의 색 분판(CMY 값)이 준비되어 스캐너 베드에 놓인다. 각 판 위에는 빛의 한 구석에 빛을 집중시키는 단단히 고정된 등거리 광선빔 프로젝터가 있다. 세 판이 모두 있는 베드는 판의 반대쪽 모서리에 도달하기 위해 수평으로 앞뒤로 움직인다. 베드의 각 수평 진동마다 베드는 한 단계씩 아래로 움직여 판의 전체 수직 영역을 덮는다. 이 과정이 진행되는 동안 판의 특정 지점에 집중된 빛의 빔은 반사되어 프로젝터 옆의 광전지로 튕겨 나간다. 각 광전지는 아날로그 이미지 처리기에 연결되어 노이게바우어 방정식을 사용하여 결합된 CMY 값의 반사율을 평가하고, 네 번째 노출되지 않은 석판 인쇄판 위를 떠다니는 빛 프로젝터에 신호를 출력한다. 이 판은 시안, 마젠타 또는 노랑 값의 색상 보정된 연속 톤 도트 에칭을 받는다. 네 번째 판은 다른 노출되지 않은 판으로 교체되고, 시안, 마젠타, 노랑의 세 가지 색상 보정된 판이 생산될 때까지 과정이 반복된다. 1950년대에 RCA (기업)(RCA)는 하디와 워즈버그의 특허를 사용하여 프로젝터와 광전지 배열을 판의 한 지점에 초점을 맞추는 비디오 카메라 튜브로 대체했다.

### 디지털 이미징에서의 사용

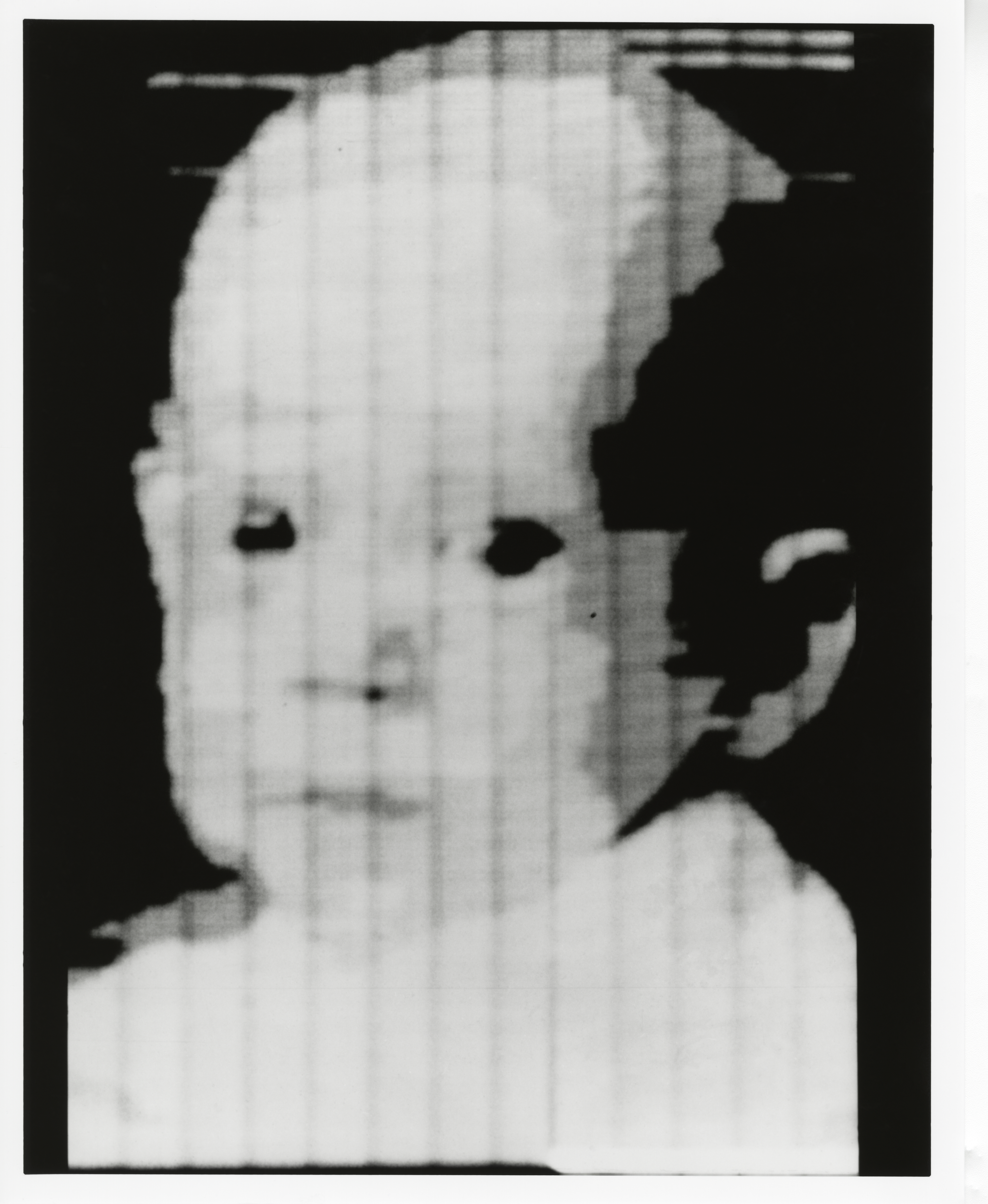
러셀 커쉬의 갓 태어난 아들 월든의 컴퓨터에 스캔된 최초의 이미지(1957)

최초의 디지털 이미징 시스템은 1920년의 바틀레인 시스템이었다. 이를 발명한 해리 G. 바틀로메오와 메이나드 D. 맥팔레인의 이름을 따서 명명된 바틀레인 시스템은 아연판에 필름 네거티브에서 투사된 이미지를 5가지 노출 수준으로 에칭하여 5가지 양자화 수준에 대응시켰다. 5개의 판은 모두 길고 모터 구동식 회전 실린더에 부착되었고, 5개의 등거리 접점이 동일한 시작 위치에서 각 판 위를 스캔했다. 바틀레인 시스템은 처음에는 전신에만 독점적으로 사용되었으며, 5비트 보도 코드가 회색조 디지털 이미지를 전송하는 데 사용되었다. 1921년, 이 시스템은 오프라인 사용을 위해 수정되었는데, 접점 연결이 연결되었는지 여부에 따라 5비트 종이 테이프 펀치가 구멍을 뚫었다. 그 결과 5가지 회색 레벨을 가진 디지털 이미지가 저장되었다. 이미지 재현은 램프가 천공된 구멍 위를 지나가면서 5가지 다른 강도의 빛을 필름 네거티브에 노출시키는 방식으로 이루어졌다.
이미지를 디지털 방식으로 컴퓨터에 저장한 최초의 스캐너는 1957년 미국 국립표준기술연구소(NBS, 나중에 NIST)에서 러셀 커쉬가 이끄는 팀이 만든 드럼 스캐너였다. 이 스캐너는 광전 증폭관을 사용하여 특정 지점의 빛을 감지하고, 컴퓨터가 읽어서 메모리에 저장할 수 있는 증폭된 신호를 생성했다. 당시 사용된 컴퓨터는 SEAC 메인프레임이었고, SEAC가 처리할 수 있는 최대 수평 해상도는 176 픽셀이었다. 이 기계로 스캔된 최초의 이미지는 커쉬의 생후 3개월 된 아들 월든의 사진이었다.
1969년, 다콤은 온보드 컴퓨터를 사용하여 데이터 압축을 적용한 최초의 디지털 팩스 기기인 111 팩스 기기를 출시했다. 이 기기는 레터 용지 크기까지 단색으로 스캔할 수 있는 연속 공급 기능을 갖춘 평판 디자인을 사용했다.

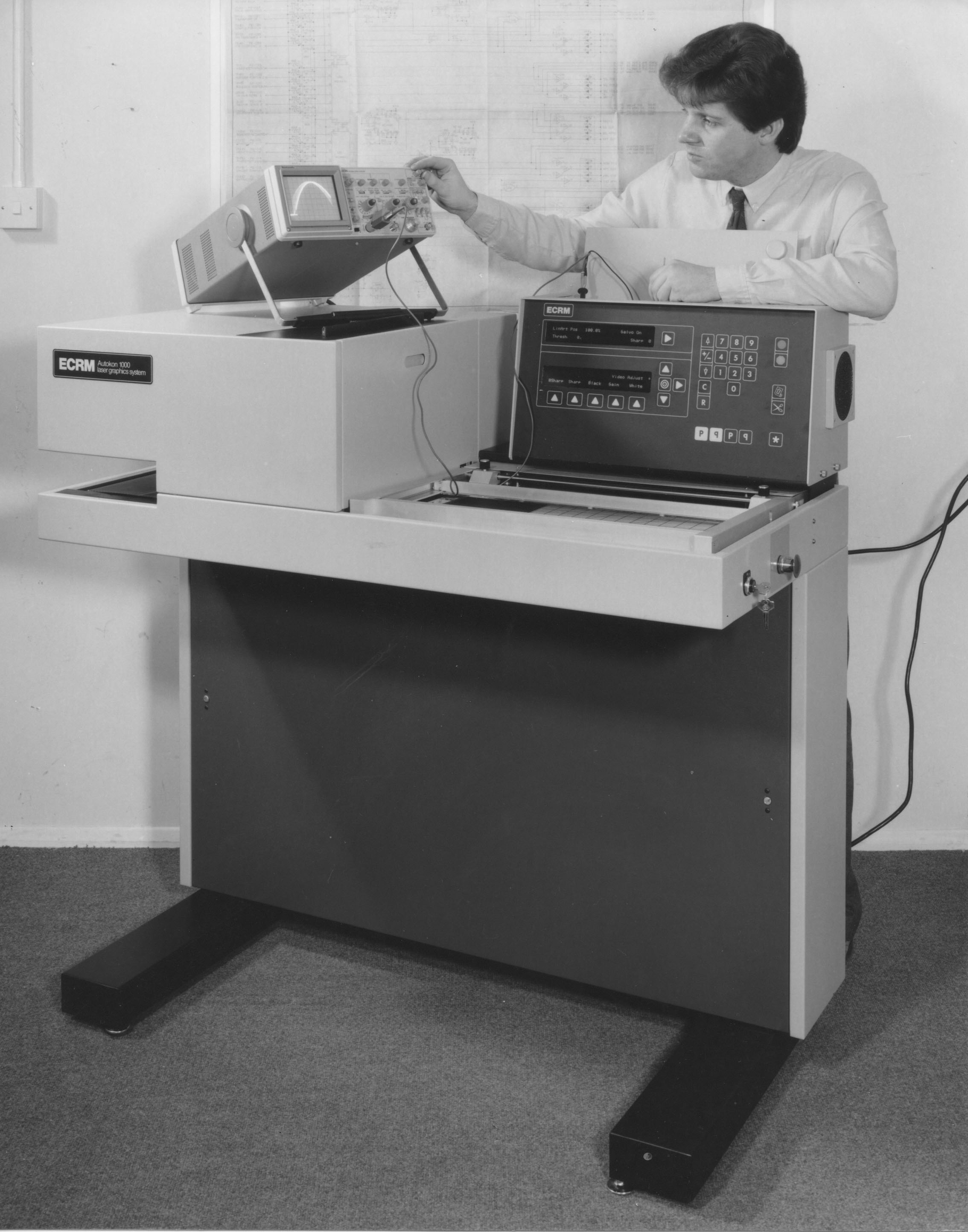
오토콘 흑백 평판 독립형 스캐너

디지털 화상 처리에 사용된 최초의 평판 스캐너는 AM 인터내셔널의 자회사인 ECRM Inc.가 1975년에 출시한 오토콘 8400이었다. 오토콘 8400은 레이저 빔을 사용하여 11x14인치 크기의 페이지를 최대 1000 LPI 해상도로 스캔했다. 1비트 흑백 스캔만 가능했지만, 온보드 프로세서는 하프토닝, 언샤프 마스크, 명암 조정, 아나모픽 왜곡 등의 기능을 지원했다.:53 오토콘 8400은 필름 레코더에 연결하여 인쇄판 제작용 네거티브를 생성하거나, 추가 이미지 처리 및 디지털 저장을 위해 메인프레임 또는 미니컴퓨터에 연결할 수 있었다.:53 오토콘 8400은 신문사에서 널리 사용되었으며, 1985년까지 ECRM은 신문 발행사에 1,000대를 출하했다. 그러나 제한된 해상도와 최대 스캔 크기로 인해 상업 인쇄에는 부적합했다. 1982년 ECRM은 최대 1200 LPI로 스캔할 수 있는 오토콘 8500을 출시했다. 그해 ECRM의 경쟁사 4곳도 상업용 평판 스캐너를 출시했는데, 사이텍스, 아그파게바트, 라이노타입-헬 등이 모두 더 큰 인쇄물을 더 높은 해상도로 스캔할 수 있었다. ECRM은 1985년 오토콘 8400/8500의 단점을 해결하기 위해 오토콘 1000DE를 출시했다. 1000DE(디지털 향상)는 마이크로프로세서를 사용하여 샤프닝 효과를 생성했으며, 이는 아날로그 전자 장치와 광학 방식을 사용하여 샤프닝을 생성했던 8400과 달랐다. 오토콘 1000DE는 아날로그 로터리 컨트롤 대신 터치패드를 사용했다. 오토콘 1000DE는 흑백 단일 망점만 필요한 상업 및 신문 환경 모두에서 응용되었다. 일반적으로 오토콘 8400은 스캔하여 감광성 롤 포맷 브로마이드 용지 또는 필름으로 출력하는 독립형 출력 장치였지만, 오토콘 1000DE는 종종 하이워터 디자인과 같은 전용 인터페이스를 통해 애플 매킨토시 또는 PC에 연결되었다. 마지막 오토콘은 더 넓은 형식의 온라인 전용 장치였으며, 컬러 사진 스캔에 대한 응답을 개선하기 위해 빨간색과 녹색 레이저를 모두 사용했다.
1977년, 레이 커즈와일의 스타트업인 커즈와일 컴퓨터 프로덕트가 전하결합소자(CCD) 이미징 요소를 갖춘 최초의 평판 스캐너인 커즈와일 리딩 머신을 출시했다. 커즈와일 리딩 머신은 실명인들이 점자로 번역되지 않은 책을 읽는 것을 돕기 위해 발명되었다. 이 기기는 이미지 스캐너와 데이터 제너럴노바 미니컴퓨터로 구성되었는데, 후자는 이미지 처리, 광학 문자 인식(OCR), 그리고 음성 합성을 수행했다.
개인용 컴퓨터용 최초의 스캐너는 1984년 12월 매킨토시용 ThunderScan을 시작으로 1980년대 중반에 등장했다. 앤디 헤르츠펠드가 설계하고 Thunderware Inc.에서 출시한 ThunderScan은 애플의 ImageWriter 프린터의 잉크 리본 카트리지와 같은 모양의 플라스틱 하우징에 내장된 특수 이미지 센서를 포함한다. ThunderScan은 ImageWriter의 리본 캐리어에 삽입되어 ImageWriter와 매킨토시 모두에 동시에 연결된다. ThunderScan에 의해 제어되는 ImageWriter의 캐리지는 왼쪽에서 오른쪽으로 이동하여 200 dpi (도트 퍼 인치) 라인을 한 번에 스캔하고, 캐리지 리턴은 스캐너를 스캔할 인쇄물 아래로 이동시킨다. ThunderScan은 매킨토시의 첫 번째 스캐너였고 잘 팔렸지만 매우 느리게 작동했으며 1비트 흑백 인쇄물만 스캔할 수 있었다. 1999년, 캐논은 이 아이디어를 바탕으로 IS-22를 개발했는데, 이는 잉크젯 프린터에 장착하여 시트 공급 스캐너로 변환하는 카트리지였다.
1985년 초, IBM PC용 최초의 평판 스캐너인 데이터카피 모델 700이 출시되었다. CCD 이미징 요소를 기반으로 한 모델 700은 레터 크기 문서를 최대 200dpi의 1비트 흑백으로 스캔할 수 있었다. 모델 700은 PC에 연결하기 위한 특수 인터페이스 카드와 함께 제공되었으며, 모델 700용으로 선택 사양인 애프터마켓 OCR 소프트웨어 카드와 소프트웨어 패키지가 판매되었다.:69 1985년 4월, 레이저팩스(LaserFAX Inc.)는 IBM PC용 최초의 CCD 기반 컬러 평판 스캐너인 SpectraSCAN 200을 출시했다. SpectraSCAN 200은 CCD 위에 컬러 필터를 놓고 스캔당 4번의 통과(각 기본 색상에 3번, 검은색에 1번)를 통해 컬러 재현을 구축하는 방식으로 작동했다. SpectraSCAN 200은 레터 크기 인쇄물을 200dpi로 스캔하는 데 2~3분이 걸렸으며, 동일한 크기와 해상도로 스캔하는 데 30초밖에 걸리지 않는 회색조 버전인 DS-200도 있었다.
개인용 컴퓨터를 위한 최초의 비교적 저렴한 평판 스캐너는 1987년 2월 휴렛 팩커드의 ScanJet으로 출시되었으며, 이 제품은 최대 300dpi 해상도로 4비트(64계조) 회색조 이미지를 스캔할 수 있었다. 1988년 초까지 ScanJet은 Gartner Dataquest에 따르면 달러 기준으로 전체 스캐너 판매량의 27%를 차지했다. 1989년 2월, 이 회사는 ScanJet Plus를 출시했는데, 이는 비트 깊이를 8비트(256계조)로 늘렸지만 원래 ScanJet의 1990달러(1989년 기준 2022년 기준 $4,155에 해당달러)보다 200달러밖에 비싸지 않았다. 이는 시장에서 동등하거나 그 이하의 기능을 가진 회색조 스캐너의 대규모 가격 하락으로 이어졌다. 이로 인해 이러한 스캐너를 지원하는 소프트웨어 및 하드웨어를 생산하는 타사 개발자의 수가 급증했으며, 이는 개인용 컴퓨터 사용자에게 스캐너를 효과적으로 대중화시켰다. 1999년까지 평균 컬러 지원 스캐너의 비용은 300달러(1999년 기준 2022년 기준 $466에 해당달러)로 떨어졌다. 그 해 컴퓨터 쇼퍼는 1999년을 "스캐너가 마침내 주류 상품이 된 해"라고 선언했다.

## 종류

### 평판

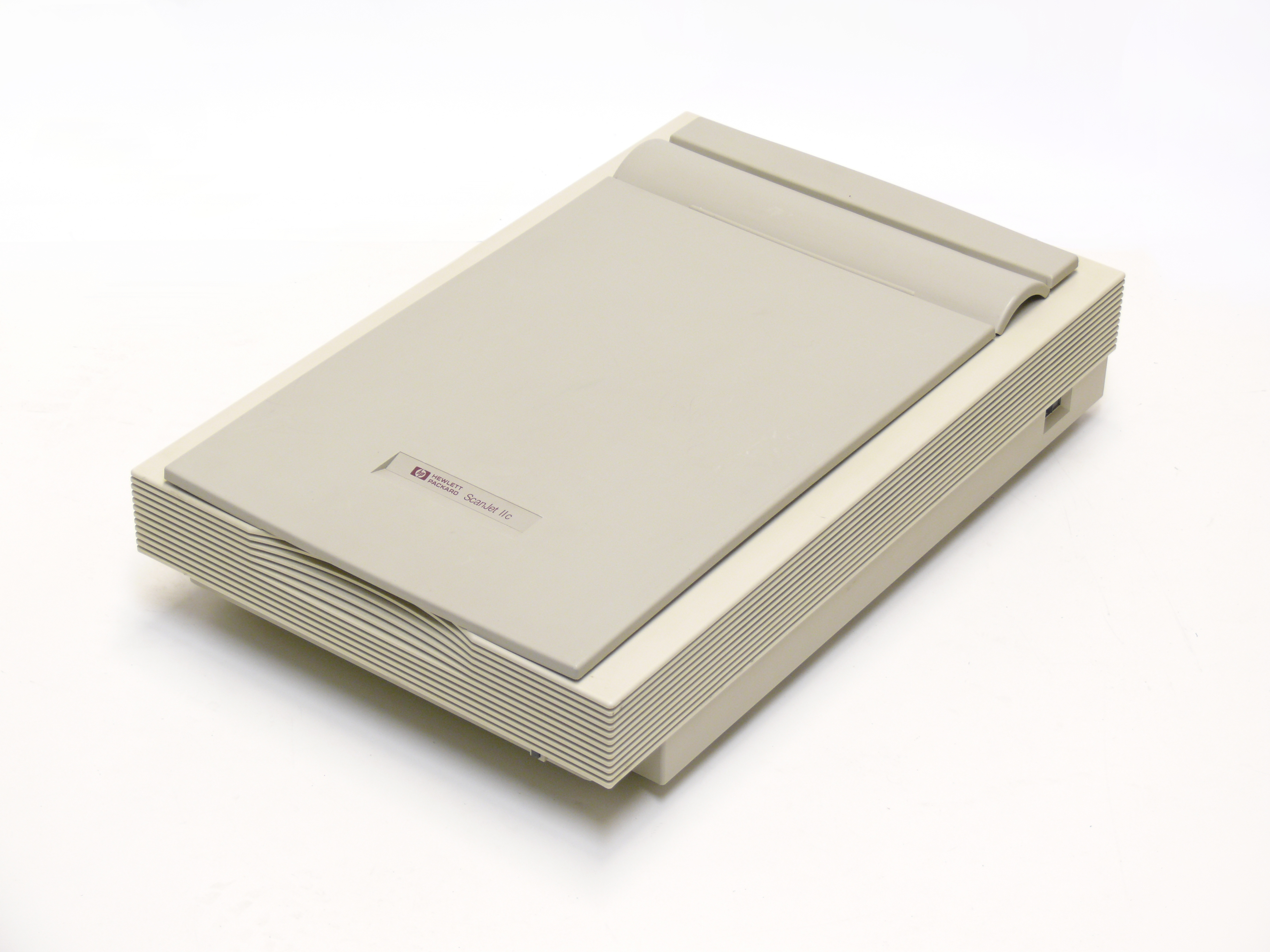
덮개가 닫힌 평판 스캐너 (HP ScanJet IIC)

평판 스캐너는 스캔할 물체가 정지 상태로 놓이는 유리판(플래튼)을 제공하는 스캐너 유형이다. 스캔 요소는 유리 아래에서 수직으로 움직이며, 플래튼 전체 또는 미리 정해진 부분을 스캔한다. 대부분의 평판 스캐너용 드라이버 소프트웨어는 사용자가 문서를 미리 스캔할 수 있도록 하는데, 이는 문서의 어떤 영역을 스캔해야 할지(전체가 아닐 경우) 판단하기 위해 문서를 빠르고 낮은 해상도로 한 번 스캔한 다음, 더 높은 해상도로 스캔하는 것이다. 일부 평판 스캐너에는 평판 부분과 동일한 스캔 요소를 사용하는 자동 문서 공급 장치(ADF)라는 시트 공급 메커니즘이 통합되어 있다.
이러한 종류의 스캐너는 반사 스캐너라고도 불리는데, 스캔할 물체에 백색광을 비추고 반사되는 빛의 강도와 색상을 한 번에 한 줄씩 읽는 방식으로 작동하기 때문이다. 이들은 인쇄물이나 다른 평평하고 불투명한 재료를 스캔하도록 설계되었지만, 일부는 투명 필름 스캔에는 적합하지 않은 투명 어댑터를 사용할 수 있다.

### 시트 공급

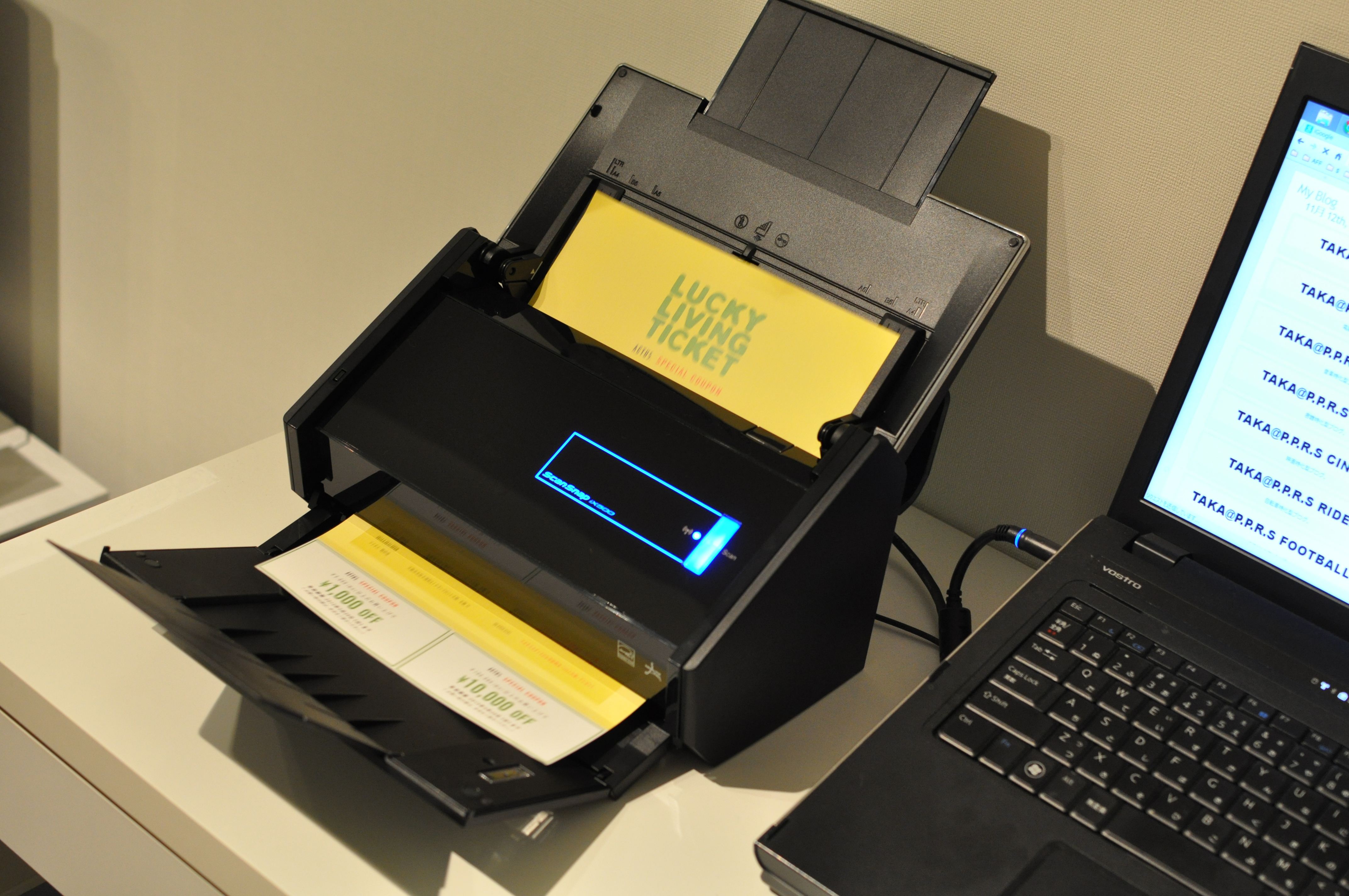
후지쯔 스캔스냅 iX500 자동 문서 공급 장치

시트 공급 스캐너(문서 공급 장치라고도 함)는 모터 구동 롤러를 사용하여 한 번에 한 장의 종이를 고정된 스캔 요소(양면 기능이 있는 스캐너의 경우 두 개의 스캔 요소)를 통과시키는 스캐너 유형이다. 평판 스캐너와 달리 시트 공급 스캐너는 책이나 잡지 같은 제본된 자료를 스캔하도록 설계되지 않았으며, 일반 인쇄 용지보다 두꺼운 자료에도 적합하지 않다. 자동 문서 공급 장치(ADF)라고 불리는 일부 시트 공급 스캐너는 한 세션에서 여러 장의 용지를 스캔할 수 있지만, 다른 스캐너는 한 번에 한 페이지만 허용한다. 일부 시트 공급 스캐너는 휴대용이며, 배터리로 구동되고 자체 저장 공간이 있으며, 스캔된 파일을 나중에 컴퓨터로 전송할 수 있다.

### 핸드헬드

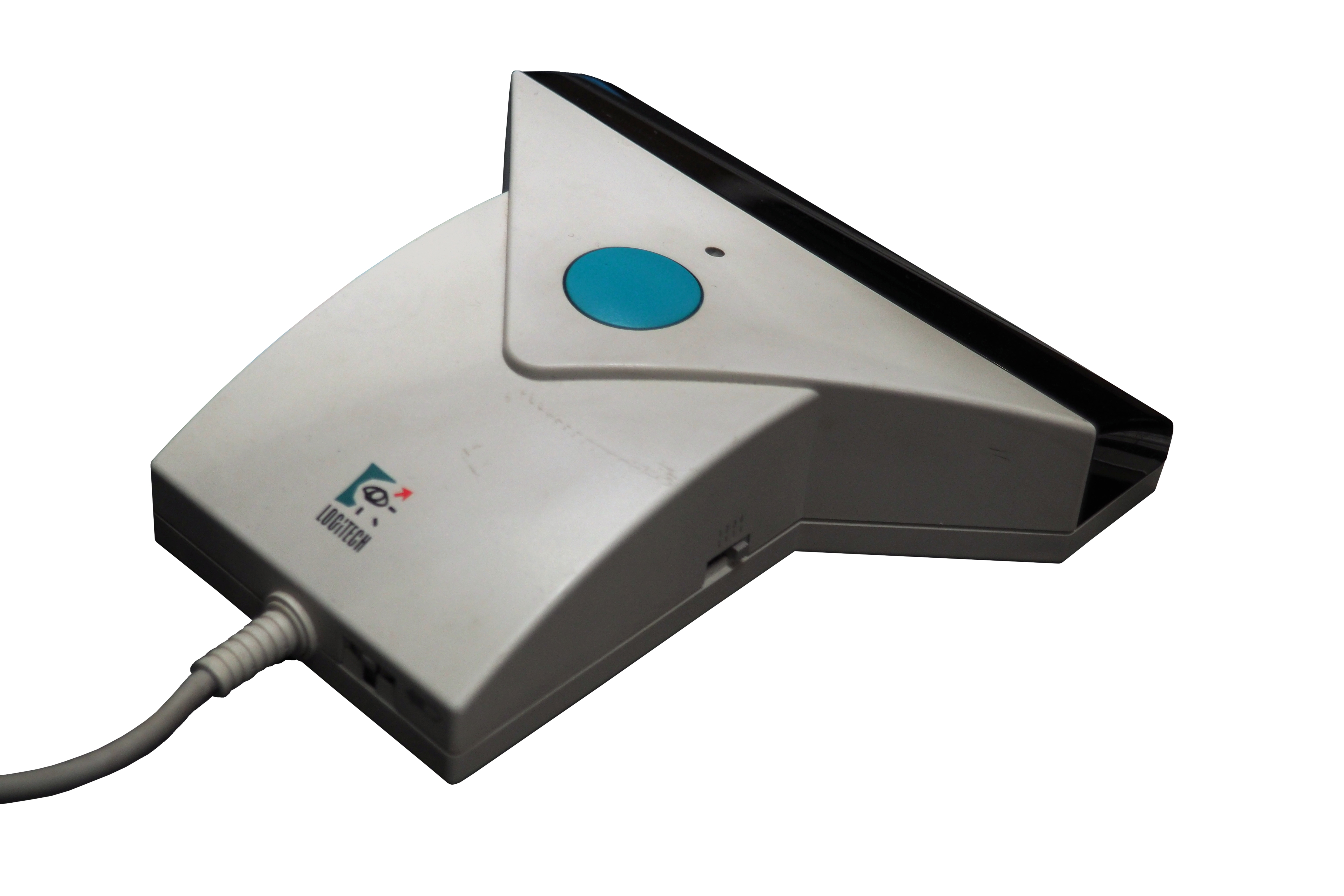
핸드헬드 스캐너 (로지텍 스캔맨 컬러)

핸드헬드 스캐너는 스캔할 물체의 표면을 손으로 직접 끌거나 움직여야 하는 스캐너 유형이다. 이러한 방식으로 문서를 스캔하려면 흔들림 없는 손이 필요하며, 스캔 속도가 고르지 않으면 이미지가 왜곡된다. 일부 핸드헬드 스캐너에는 이러한 목적을 위한 스캐너에 표시등이 있어, 사용자가 스캐너를 너무 빨리 움직이면 작동한다. 일반적으로 스캔을 시작하는 버튼이 하나 이상 있으며, 사용자가 스캔하는 동안 계속 누르고 있어야 한다. 일부 다른 핸드헬드 스캐너에는 광분해능을 설정하는 스위치와 컴퓨터와의 동기화를 위한 클록 펄스를 생성하는 롤러가 있다. 구형 핸드 스캐너는 단색이었고, 이미지 조명을 위해 녹색 발광 다이오드 배열에서 빛을 생성했으며, 이후의 스캐너는 원하는 대로 단색 또는 컬러로 스캔한다. 핸드 스캐너에는 스캔 중인 문서를 볼 수 있는 작은 창도 있을 수 있다. 핸드 스캐너는 대부분의 일반 문서 또는 책 크기보다 훨씬 좁기 때문에, 소프트웨어(또는 최종 사용자)는 완성된 결과물을 만들기 위해 여러 개의 좁은 스캔 문서 "스트립"을 결합해야 했다.
저렴하고 휴대용이며, 배터리 또는 USB 전원으로 작동하는 스틱 스캐너와 펜 스캐너는 일반적으로 일반 편지 크기만큼 넓고 훨씬 긴 영역을 스캔할 수 있으며, 2024년 현재에도 여전히 구매 가능하다. 일부 컴퓨터 마우스도 문서를 스캔할 수 있다.

### 드럼

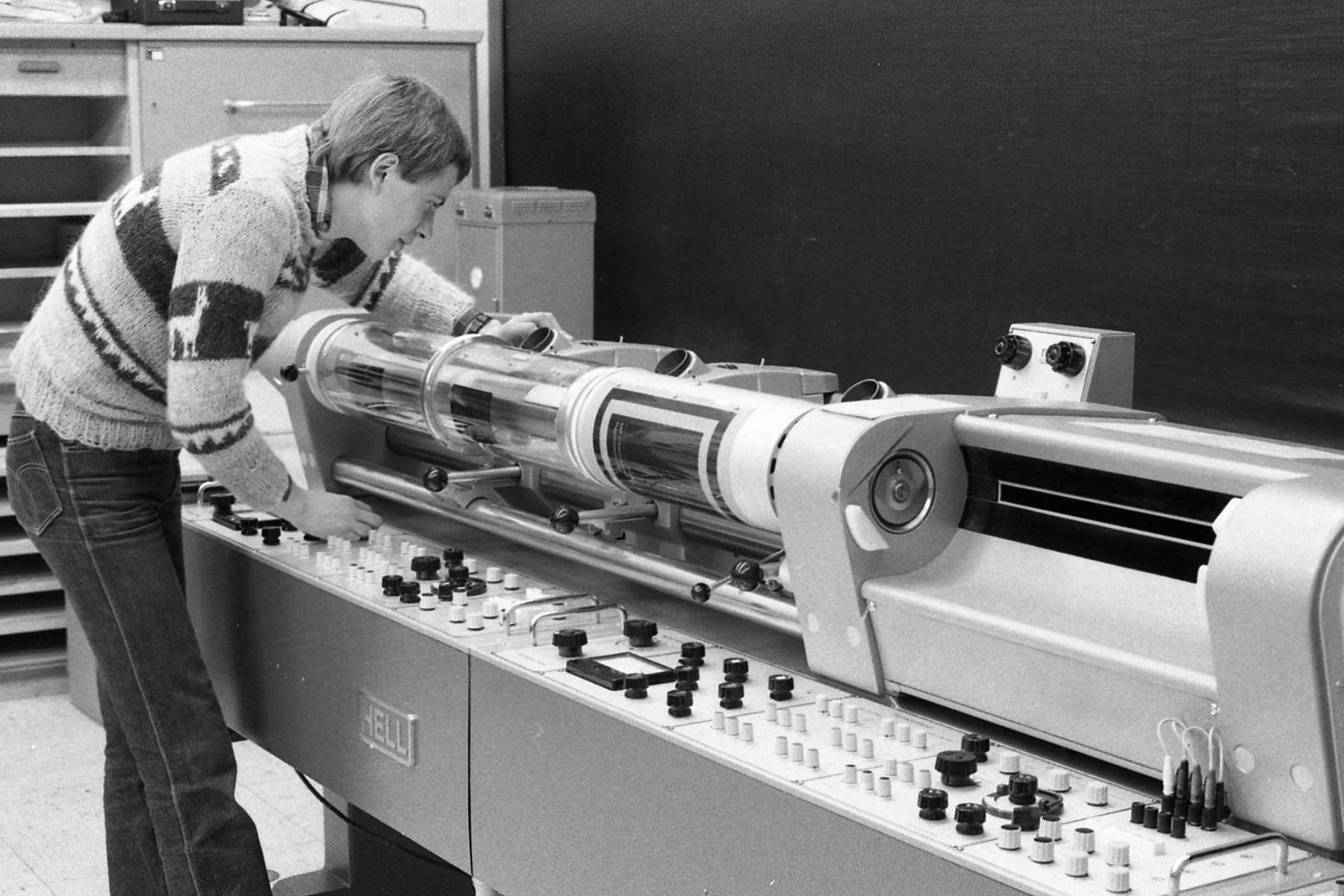
작동 중인 드럼 스캐너 (헬 크로마그래프 DC 300)

드럼 스캐너는 인쇄물, 필름 네거티브, 투명 필름 또는 기타 평평한 물체를 테이프로 붙이거나 고정하는 투명하고 모터 구동식 회전 실린더(드럼)를 사용하는 스캐너 유형이다. 빛의 빔은 스캔할 재료를 통과하거나 반사되어 일련의 거울에 반사되며, 이 거울은 빔을 드럼 스캐너의 광전 증폭관(PMT)으로 집중시킨다. 한 번 회전한 후, 빛의 빔은 한 단계 아래로 이동한다. 네거티브와 같은 투명 미디어를 스캔할 때, 빛의 빔은 실린더 내부에서 미디어로 향하게 되고, 불투명한 항목을 스캔할 때는 위에서 오는 빛의 빔이 미디어 표면에서 반사된다. PMT가 하나만 있는 경우, 전체 RGB 스캔을 위해서는 이미지의 세 번의 통과가 필요하다. 세 개의 PMT가 있는 경우, 한 번의 통과만 필요하다.
드럼 스캐너의 광전 증폭관은 CCD 센서보다 우수한 동적 범위를 제공한다. 이러한 이유로 드럼 스캐너는 CCD 센서를 사용하는 평판 스캐너보다 투명 필름의 매우 어두운 그림자 영역에서 더 많은 디테일을 추출할 수 있다. CCD 센서의 작은 동적 범위(광전 증폭관에 비해)는 특히 매우 밀도가 높은 투명 필름을 스캔할 때 그림자 디테일 손실로 이어질 수 있다. 드럼 스캐너는 또한 10000dpi를 초과하는 실제 디테일을 해상할 수 있어 모든 CCD 스캐너보다 고해상도 스캔을 생성한다.

### 오버헤드

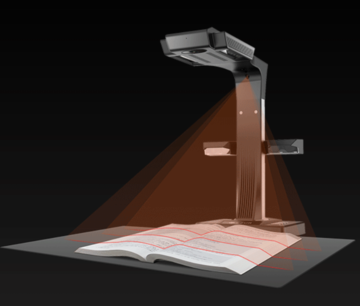
레이저로 보정하는 오버헤드 책 스캐너 (CZUR ET 시리즈)

오버헤드 스캐너는 스캔 요소가 수직 기둥 상단의 하우징에 배치되어 스캔할 문서나 물체 위에 떠 있는 스캐너 유형이다. 이 문서나 물체는 개방형 베드에 정지 상태로 놓여 있다. 치농 산업은 회전 거울을 사용하여 베드의 내용을 선형 CCD에 반사시키는 특정 유형의 오버헤드 스캐너를 1987년에 특허를 받았다. 비록 매우 유연하여 사용자가 2차원 인쇄물과 문서뿐만 아니라 모든 크기의 3D 물체도 스캔할 수 있었지만, 치농 디자인은 사용자가 스캔할 물체에 균일한 조명을 제공해야 했고 설정이 더 번거로웠다.
더 현대적인 유형의 오버헤드 스캐너는 도큐먼트 카메라(비디오 스캐너라고도 함)인데, 이는 디지털 카메라를 사용하여 문서를 한 번에 캡처한다. 대부분의 도큐먼트 카메라는 문서의 라이브 비디오를 출력하며, 일반적으로 라이브 청중에게 문서를 표시하는 데 사용되지만, 이미지 스캐너를 대체하여 출력의 단일 프레임을 이미지 파일로 캡처하는 데도 사용될 수 있다. 도큐먼트 카메라는 컴퓨터에 연결될 때 스캐너와 동일한 API를 사용할 수도 있다. 플래네터리 스캐너는 특정 섬세한 문서를 캡처하는 데 사용되는 매우 고해상도 도큐먼트 카메라의 한 유형이다. 책 스캐너는 또 다른 종류의 도큐먼트 카메라로, 디지털 카메라와 매트로 정의된 스캔 영역을 결합하여 책 스캔을 돕는다. 일부 고급 책 스캐너 모델은 보정을 위해 페이지에 레이저를 투사하고 소프트웨어 기울기 보정을 수행한다.

### 필름

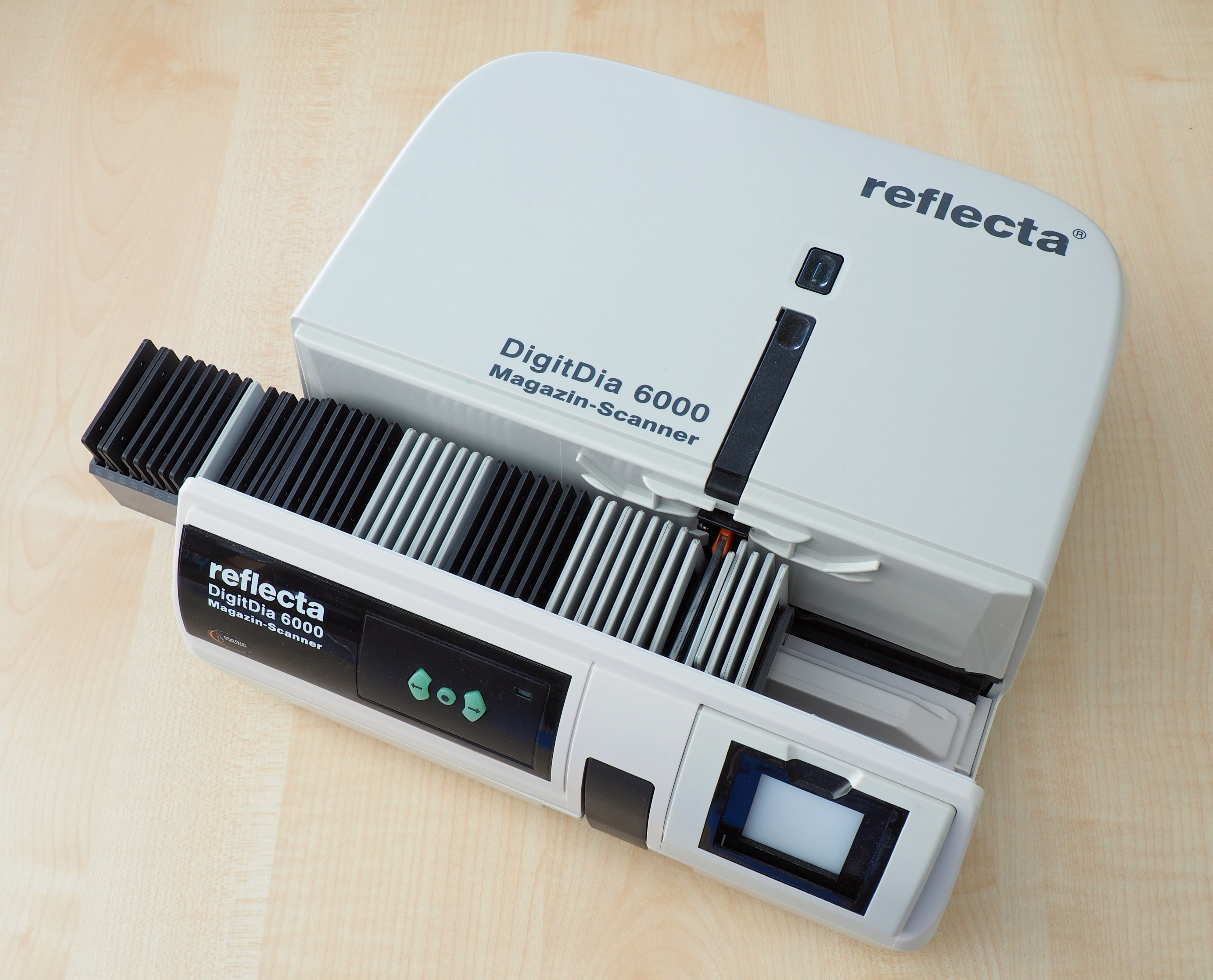
슬라이드 스캔용으로 설계된 필름 스캐너 (Reflecta DigitDia 6000)

필름 스캐너(슬라이드 스캐너 또는 투명 필름 스캐너라고도 함)는 필름 네거티브와 슬라이드를 스캔하기 위한 특수 평판 스캐너이다. 일반적인 필름 스캐너는 좁게 초점을 맞춘 빛의 빔을 필름을 통해 통과시키고, 필름에서 나오는 빛의 강도와 색상을 읽는 방식으로 작동한다. 가장 저렴한 전용 필름 스캐너는 50달러 미만으로 구할 수 있으며, 이는 소소한 요구 사항을 충족하기에 충분할 수 있다. 그 이상으로는 품질과 고급 기능에 따라 5자리 숫자가 넘어가는 가격대로 올라간다.

### 휴대용

휴대용 명함 스캐너 그림

이미지 스캐너는 일반적으로 스캐너를 제어하고 스캔을 저장하는 컴퓨터와 함께 사용된다. 작고 휴대 가능한 스캐너는 시트 공급 또는 핸드헬드 방식이며, 배터리로 작동하고 저장 기능이 있어 컴퓨터 없이 사용할 수 있으며, 저장된 스캔은 나중에 전송할 수 있다. 많은 스캐너는 명함이나 영수증과 같은 작은 문서뿐만 아니라 편지 크기 문서도 스캔할 수 있다.

### 소프트웨어 스캐너
일부 스마트폰에 장착된 고해상도 카메라를 사용하여 휴대폰 카메라로 사진을 찍고 스캔 앱으로 후처리하여 페이지 배경을 희게 하고, 직사각형 문서의 모양을 보정하기 위해 원근 왜곡을 수정하며, 흑백으로 변환하는 등의 작업을 통해 합리적인 품질의 문서 스캔을 생성할 수 있다. 대부분의 휴대폰 운영체제에서 다양한 스캔 앱을 사용할 수 있다. 이러한 앱 중 상당수는 연속적인 카메라 노출로 여러 페이지 문서를 스캔하고, 이를 단일 파일 또는 여러 페이지 파일로 출력할 수 있다. 일부 스마트폰 스캔 앱은 문서를 Dropbox 및 에버노트와 같은 온라인 저장 위치에 직접 저장하거나, 이메일을 통해 전송하거나, 이메일-팩스 게이트웨이를 통해 팩스로 보낼 수 있다.
스마트폰 스캐너 앱은 크게 세 가지 범주로 나눌 수 있다.
1. 주로 문서를 처리하고 PDF, 때로는 JPEG 파일을 출력하도록 설계된 문서 스캔 앱
2. JPEG 파일을 출력하고 문서 편집보다 사진 편집에 유용한 편집 기능을 갖춘 사진 스캔 앱
3. QR 코드와 같은 바코드 스캔 앱으로, 코드가 연관된 정보를 인터넷에서 검색하는 앱[63]

## 스캔 요소

### 전하결합소자 (CCD)
전하결합소자(CCD) 스캔 요소를 갖춘 스캐너는 이미지를 재현하기 위해 복잡한 일련의 거울과 렌즈를 필요로 하지만, 이러한 복잡성의 결과는 훨씬 더 높은 품질의 스캔이다. CCD는 심도가 훨씬 깊기 때문에(제본된 책처럼) 플래튼에 완벽하게 평평하게 놓기 어려운 문서를 스캔할 때 더 관대하다.

### 밀착형 이미지 센서 (CIS)

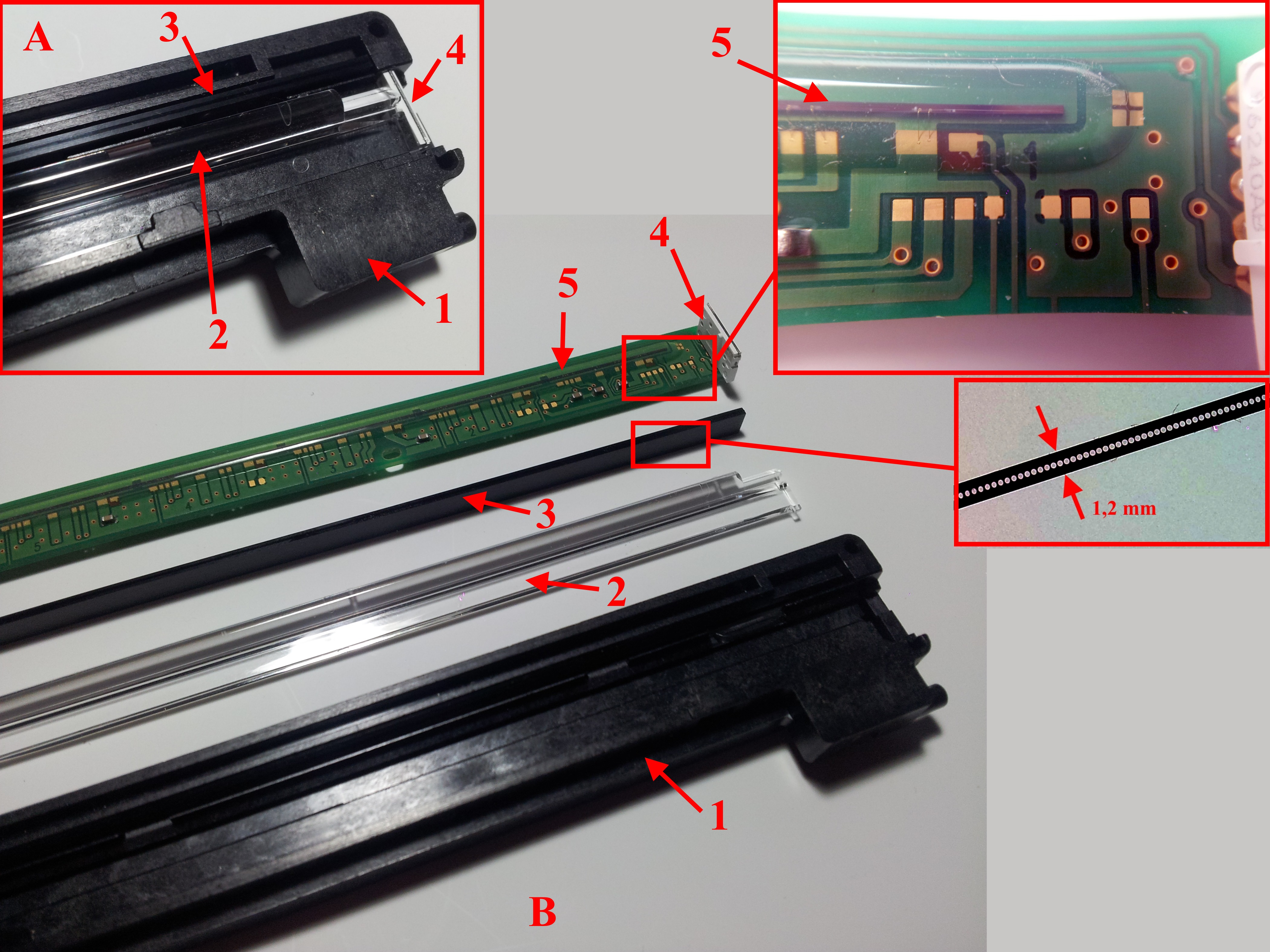
CIS가 장착된 스캐너 장치. A: 조립된 모습, B: 분해된 모습; 1: 하우징, 2: 광 도체, 3: 렌즈, 4: 두 개의 RGB-LED가 있는 칩, 5: CIS

밀착형 이미지 센서(CIS) 스캔 요소를 갖춘 스캐너는 스캔할 문서와 거의 직접적으로 접촉하도록 설계되었으므로, CCD 스캐너와 같은 복잡한 광학 장치가 필요하지 않다. 그러나 심도가 훨씬 나빠 스캔할 문서가 플래튼에 완벽하게 밀착되지 않으면 흐릿한 스캔 결과가 나온다. 센서가 CCD 스캐너보다 훨씬 적은 전력을 필요로 하므로, CIS 스캐너는 저렴한 비용으로 제조될 수 있으며, 일반적으로 CCD 스캐너보다 훨씬 가볍고 얇다.

### 광전 증폭관 (PMT)
광전 증폭관(PMT)을 장착한 스캐너는 거의 전적으로 드럼 스캐너이다.

## 스캔 품질
컬러 스캐너는 일반적으로 배열에서 RGB(빨강-녹색-파랑) 컬러 데이터를 읽는다. 이 데이터는 독점 알고리즘으로 처리되어 다른 노출 조건을 보정하고, 장치의 입출력 인터페이스(일반적으로 USB, 이전에는 SCSI 또는 구형 장치에서는 양방향 병렬 포트)를 통해 컴퓨터로 전송된다.
색 깊이는 스캔 배열 특성에 따라 다르지만, 보통 최소 24비트이다. 고품질 모델은 36-48비트의 색 깊이를 가진다.
스캐너의 또 다른 품질 매개변수는 해상도이며, 이는 인치당 픽셀(ppi)로 측정되며, 때로는 더 정확하게 인치당 샘플(spi)이라고도 한다. 스캐너의 실제 광학 해상도 대신, 제조사는 소프트웨어 보간법 덕분에 훨씬 높은 보간 해상도를 언급하는 것을 선호한다. 2009년 현재, 고급 평판 스캐너는 최대 5400ppi를 스캔할 수 있으며, 드럼 스캐너는 3000에서 24000ppi 사이의 광분해능을 가진다.
유효 해상도는 스캐너의 실제 해상도를 의미하며, 해상도 테스트 차트를 사용하여 결정된다. 대부분의 모든 소비자 평판 스캐너의 유효 해상도는 제조업체가 제공하는 광학 해상도보다 상당히 낮다.
제조업체는 종종 19200ppi에 달하는 보간 해상도를 주장하지만, 그러한 숫자는 의미 있는 가치가 거의 없다. 왜냐하면 가능한 보간 픽셀의 수는 무한하며, 그렇게 한다고 해서 캡처된 세부 정보의 수준이 증가하지 않기 때문이다.
생성되는 파일의 파일 크기는 해상도의 제곱에 비례한다. 해상도를 두 배로 늘리면 파일 크기가 네 배로 늘어난다. 장비의 기능 범위 내에서 충분한 세부 정보를 보존하고 지나치게 큰 파일을 생성하지 않는 해상도를 선택해야 한다. 품질 저하를 감수하면 JPEG와 같은 "손실" 압축 방법을 사용하여 주어진 해상도에 대해 파일 크기를 줄일 수 있다. 가능한 최고의 품질이 요구된다면 비손실 압축을 사용해야 한다. 필요한 경우(예: 전체 페이지에 인쇄되도록 설계된 이미지, 빠르게 로드되는 웹 페이지의 일부로 표시될 훨씬 작은 파일) 품질이 저하된 더 작은 크기의 파일을 이러한 이미지에서 생성할 수 있다.
순도는 스캐너 노이즈, 광학 플레어, 부실한 아날로그-디지털 변환, 긁힘, 먼지, 뉴턴의 고리, 초점 불량 센서, 부적절한 스캐너 작동 및 부실한 소프트웨어로 인해 저하될 수 있다. 드럼 스캐너는 필름의 가장 순수한 디지털 표현을 생성한다고 알려져 있으며, 그 다음으로는 더 큰 코닥 트라이-리니어 센서를 사용하는 고급 필름 스캐너가 뒤따른다.
스캐너의 세 번째 중요한 매개변수는 동적 범위(밀도 범위라고도 함)이다. 높은 밀도 범위는 스캐너가 한 번의 스캔으로 그림자 세부 정보와 밝기 세부 정보를 기록할 수 있음을 의미한다. 필름의 밀도는 밑이 10인 로그 스케일로 측정되며 0.0(투명)에서 5.0 사이로 약 16스톱에 해당한다. 밀도 범위는 0에서 5 스케일에서 차지하는 공간이며, Dmin과 Dmax는 네거티브 또는 포지티브 필름에서 가장 덜 밀도가 높은 측정값과 가장 밀도가 높은 측정값을 나타낸다. 네거티브 필름의 밀도 범위는 최대 3.6d이며, 슬라이드 필름의 동적 범위는 2.4d이다. 컬러 네거티브는 처리 후 12스톱을 작은 밀도 범위로 압축하여 2.0d의 밀도 범위를 가진다. Dmax는 슬라이드 필름에서는 그림자에 대해 가장 밀도가 높고, 네거티브 필름에서는 하이라이트에 대해 가장 밀도가 높다. 일부 슬라이드 필름은 적절한 노출로 Dmax가 4.0d에 가까울 수 있으며, 흑백 네거티브 필름도 마찬가지이다.
소비자용 평판 사진 스캐너는 2.0~3.0 범위의 동적 범위를 가지며, 이는 모든 유형의 사진 필름을 스캔하기에는 부적절할 수 있다. 전통적인 흑백 필름의 Dmax는 3.0d에서 4.0d 사이일 수 있고 종종 그렇다. 컬러 필름은 염색 결합 및 에멀젼에서 모든 은을 제거하는 과정을 통해 가능한 16스톱(필름 노출 관용도) 중 12스톱을 2.0d의 작은 밀도 공간으로 압축한다. Kodak Vision 3는 18스톱을 가진다. 따라서 컬러 네거티브 필름은 가장 다양한 스캐너에서 가장 쉽게 스캔된다. 전통적인 흑백 필름은 처리 후 이미지를 생성하는 은을 유지하기 때문에 밀도 범위가 컬러 필름의 거의 두 배에 달할 수 있다. 이로 인해 전통적인 흑백 필름 스캔은 더 어려워지며, 최소 3.6d의 동적 범위와 4.0d에서 5.0d 사이의 Dmax를 가진 스캐너가 필요하다. 고급(사진 연구소) 평판 스캐너는 3.7의 동적 범위와 약 4.0d의 Dmax에 도달할 수 있다. 전용 필름 스캐너는 3.0d~4.0d의 동적 범위를 가진다. 사무용 문서 스캐너는 2.0d 미만의 동적 범위를 가질 수 있다. 드럼 스캐너는 3.6~4.5의 동적 범위를 가진다.
필름 스캔의 경우, 적외선 클리닝은 필름에서 스캔된 이미지의 먼지 및 긁힘 효과를 제거하는 데 사용되는 기술이다. 많은 최신 스캐너는 이 기능을 통합하고 있다. 이 기술은 적외선으로 필름을 스캔하는 방식으로 작동한다. 일반적인 컬러 필름 유제에 있는 염료는 적외선에 투명하지만, 먼지와 긁힘은 그렇지 않으며 적외선을 차단한다. 스캐너 소프트웨어는 가시광선 및 적외선 정보를 사용하여 긁힘을 감지하고, 위치, 크기, 모양 및 주변을 고려하여 이미지 처리를 통해 가시성을 크게 줄일 수 있다. 스캐너 제조업체는 일반적으로 이 기술에 자체적인 이름을 붙인다. 예를 들어, Epson, 미놀타, 니콘, 코니카 미놀타, 마이크로텍 등은 디지털 ICE를 사용하고, 캐논은 자체 시스템인 FARE (Film Automatic Retouching and Enhancement)를 사용한다. 플러스텍은 LaserSoft Imaging iSRD를 사용한다. 일부 독립 소프트웨어 개발자는 적외선 클리닝 도구를 설계한다.
풀 컬러 이미지를 3D 모델과 결합하여, 현대적인 휴대용 스캐너는 물체를 전자적으로 완벽하게 재현할 수 있다. 3D 컬러 프린터의 추가는 이러한 물체의 정확한 소형화를 가능하게 하여, 많은 산업 및 직업 분야에 응용될 수 있다.
스캐너 앱의 경우, 스캔 품질은 휴대폰 카메라의 품질과 앱 사용자가 선택한 프레이밍에 크게 의존한다.

## 연결성

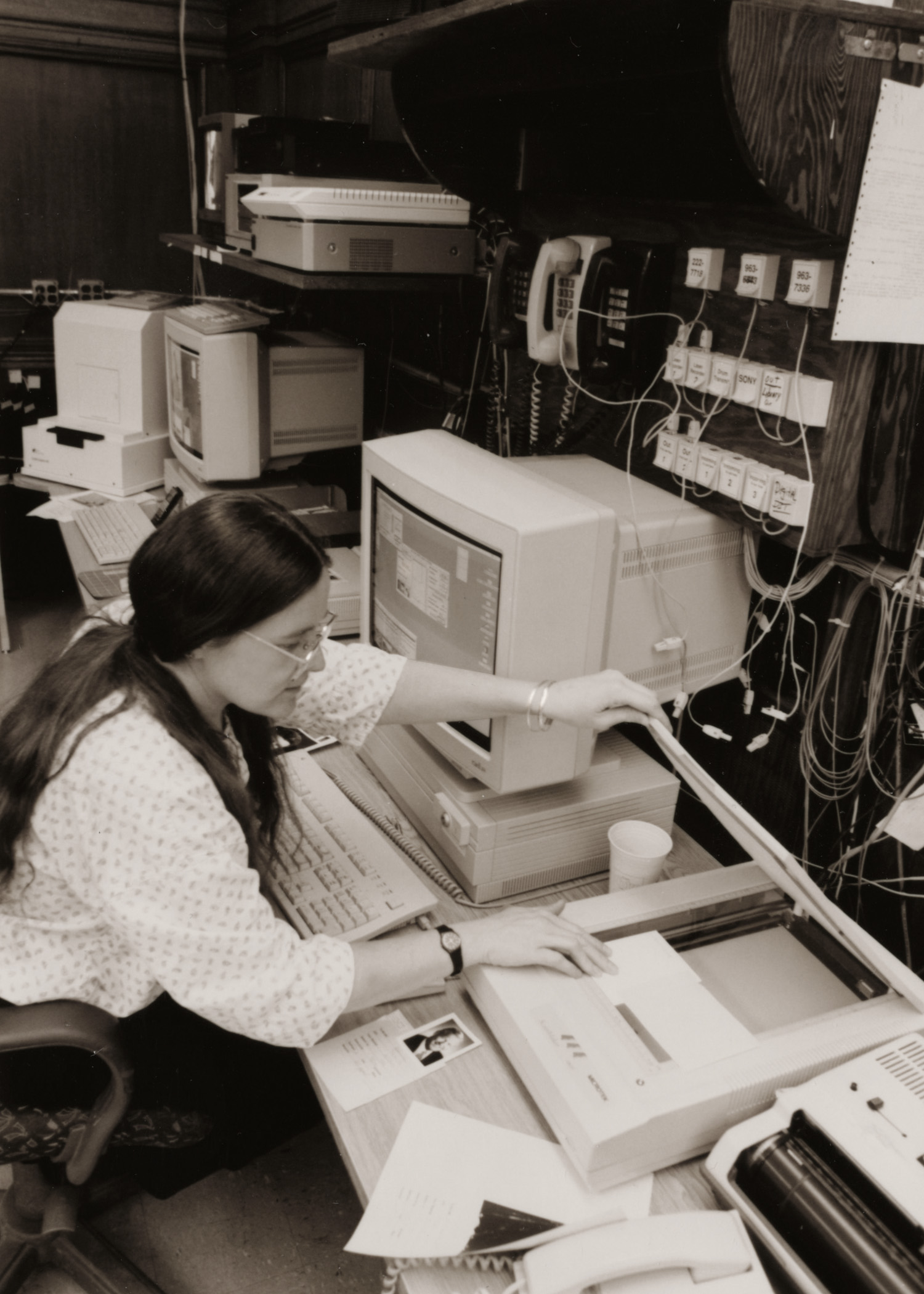
1990년대 초 디트로이트 뉴스의 사진 데스크에서 컴퓨터로 스캔되는 사진 인쇄물

스캔된 파일은 추가 처리 또는 저장을 위해 거의 항상 스캐너에서 컴퓨터 또는 정보 저장 시스템으로 전송되어야 한다. 여기에는 두 가지 기본적인 문제가 있다. (1) 스캐너가 컴퓨터에 물리적으로 어떻게 연결되는지, (2) 애플리케이션이 스캐너에서 정보를 어떻게 가져오는지.

### 직접 연결
스캔 파일의 파일 크기는 600dpi, 23 × 28cm(약간 더 큰 A4 용지)의 비압축 트루컬러 이미지의 경우 약 100MB까지 올라갈 수 있다. 스캔된 파일은 전송 및 저장되어야 한다. 스캐너는 몇 초 만에 이러한 양의 데이터를 생성할 수 있으므로 빠른 연결이 바람직하다.
스캐너는 다음 물리적 인터페이스 중 하나를 사용하여 호스트 컴퓨터와 통신한다(대략 느린 것부터 빠른 것 순):
- 병렬 포트 – 병렬 포트를 통한 연결은 가장 느린 일반적인 전송 방식이다. 초기 스캐너는 초당 70 킬로바이트 이상으로 데이터를 전송할 수 없는 병렬 포트 연결을 가졌다. 병렬 포트 연결의 주요 장점은 경제성과 사용자 기술 수준이었다. 즉, 컴퓨터에 인터페이스 카드를 추가할 필요가 없었다.
- IEEE-488 – 범용 인터페이스 버스. Howtek D4000과 같은 일부 드럼 스캐너는 SCSI와 GPIB 인터페이스를 모두 갖추고 있었다. 후자는 1970년대 중반에 도입된 IEEE-488 표준을 따른다. GPIB 인터페이스는 소수의 스캐너 제조업체만 사용했으며, 주로 DOS/Windows 환경에 서비스를 제공했다. Apple 매킨토시 시스템의 경우, National Instruments는 뉴버스 GPIB 인터페이스 카드를 제공했다.
- 소형 컴퓨터 시스템 인터페이스 (SCSI) – SCSI는 21세기 초 이후 거의 사용되지 않으며, 카드 또는 내장형 SCSI 인터페이스가 있는 컴퓨터에서만 지원된다. SCSI 표준의 진화 과정에서 속도가 증가했다. 널리 사용 가능하고 쉽게 설정할 수 있는 USB와 Firewire가 SCSI를 크게 대체했다.
- 범용 직렬 버스 (USB) – USB 스캐너는 데이터를 빠르게 전송할 수 있다. 초기 USB 1.1 표준은 초당 1.5 메가바이트(SCSI보다 느림)로 데이터를 전송할 수 있었지만, 이후 USB 2.0/3.0 표준은 실제로는 초당 20/60 메가바이트 이상으로 전송할 수 있다.
- FireWire – IEEE-1394로도 알려진 FireWire는 USB 2.0과 비슷한 속도의 인터페이스이다. FireWire의 가능한 속도는 초당 25, 50, 100, 400, 800 메가비트이지만, 장치가 모든 속도를 지원하지 않을 수 있다.
- 독점 인터페이스 – 일부 초기 스캐너는 표준 인터페이스 대신 독점 인터페이스 카드를 사용하여 맞춤형 인터페이스를 사용했다.

### 간접 연결
1990년대 초반에는 근거리 통신망을 통해 전문가용 평판 스캐너를 사용할 수 있었다. 이는 출판사, 인쇄소 등에 유용했다. 이러한 기능은 평판 스캐너의 비용이 너무 낮아져 공유가 불필요해지면서 점차 사용되지 않게 되었다.
2000년부터는 소규모 사무실과 소비자 모두에게 적합한 인쇄, 스캔, 복사, 팩스 기능을 하나의 장치에 통합한 올인원 다목적 장치가 출시되었으며, 이는 작업 그룹의 모든 구성원이 사용할 수 있도록 제공될 수 있다.
배터리로 구동되는 휴대용 스캐너는 스캔을 내부 메모리에 저장한다. 스캔된 파일은 나중에 일반적으로 USB와 같은 직접 연결을 통해 컴퓨터로 전송하거나, 경우에 따라 메모리 카드를 스캐너에서 제거하여 컴퓨터에 꽂을 수도 있다.

### 응용 프로그래밍 인터페이스
래스터 이미지 편집기는 스캐너와 통신할 수 있어야 한다. 다양한 스캐너가 존재하며, 이들 스캐너는 다양한 프로토콜을 사용한다. 응용 프로그램 프로그래밍을 단순화하기 위해 일부 응용 프로그래밍 인터페이스(API)가 개발되었다. API는 스캐너에 대한 균일한 인터페이스를 제공한다. 이는 응용 프로그램이 스캐너에 직접 접근하기 위해 스캐너의 특정 세부 사항을 알 필요가 없다는 것을 의미한다. 예를 들어, 어도비 포토샵은 TWAIN 표준을 지원하므로, 이론적으로 포토샵은 TWAIN 드라이버가 있는 모든 스캐너에서 이미지를 가져올 수 있다.
실제로 애플리케이션이 스캐너와 통신하는 데 종종 문제가 발생한다. 애플리케이션 또는 스캐너 제조업체(또는 둘 다)가 API 구현에 결함이 있을 수 있다.
일반적으로 API는 동적 연결 라이브러리로 구현된다. 각 스캐너 제조업체는 API 프로시저 호출을 하드웨어 컨트롤러(예: SCSI, USB 또는 FireWire 컨트롤러)에 발행되는 기본 명령으로 변환하는 소프트웨어를 제공한다. API의 제조업체 부분은 일반적으로 장치 드라이버라고 불리지만, 이 명칭은 엄밀히 말해 정확하지 않다. API는 커널 모드에서 실행되지 않으며 장치에 직접 접근하지 않는다. 오히려 스캐너 API 라이브러리는 애플리케이션 요청을 하드웨어 요청으로 변환한다.
일반적인 스캐너 소프트웨어 API는 다음과 같다.
- TWAIN – 대부분의 스캐너에서 사용되는 API이다. 원래 저가형 및 가정용 장비에 사용되었으나, 현재는 대용량 스캔에 널리 사용된다.
- SANE (Scanner Access Now Easy) – 스캐너에 접근하기 위한 자유 소프트웨어/오픈 소스 API이다. 원래 유닉스 및 리눅스 운영체제용으로 개발되었으나, OS/2, Mac OS X, 마이크로소프트 윈도우로 이식되었다. TWAIN과 달리 SANE은 사용자 인터페이스를 처리하지 않는다. 이를 통해 장치 드라이버의 특별한 지원 없이도 일괄 스캔 및 투명한 네트워크 접근이 가능하다.
- Windows Image Acquisition (WIA) – 마이크로소프트 윈도우에서 사용하기 위해 마이크로소프트가 제공하는 API이다.
- ImageCaptureCore – Apple 기기에서 사용되는 Cocoa API로, Carbon 기반 ImageCapture Services를 대체한다.
- Image and Scanner Interface Specification (ISIS) – Pixel Translations가 만들었으며, 성능상의 이유로 여전히 SCSI-2를 사용하며, 대규모 부서용 장비에 사용된다.

### 번들 애플리케이션
스캔 유틸리티 외에 어떤 소프트웨어도 스캐너의 특징은 아니지만, 많은 스캐너에는 소프트웨어가 번들로 제공된다. 일반적으로 스캔 유틸리티 외에 래스터 그래픽스 편집기(예: 포토샵 또는 김프) 및 광학 문자 인식(OCR) 소프트웨어가 제공된다. OCR 소프트웨어는 텍스트의 그래픽 이미지를 일반 워드 프로세싱 및 텍스트 편집 소프트웨어로 편집할 수 있는 표준 텍스트로 변환한다. 정확도는 거의 완벽하지 않다.

## 출력 데이터
일부 스캐너, 특히 인쇄된 문서를 스캔하도록 설계된 스캐너는 흑백으로만 작동하지만, 대부분의 최신 스캐너는 컬러로 작동한다. 후자의 경우, 스캔 결과는 비압축 RGB 이미지이며, 이는 컴퓨터의 주기억장치로 전송될 수 있다. 서로 다른 스캐너의 컬러 출력은 센서 요소의 스펙트럼 응답, 광원의 특성, 스캔 소프트웨어에 의해 적용되는 보정으로 인해 동일하지 않다. 대부분의 이미지 센서는 선형 응답을 가지지만, 출력 값은 일반적으로 감마 압축된다. 일부 스캐너는 내장된 펌웨어를 사용하여 이미지를 압축하고 정리한다. 컴퓨터에 일단 저장된 이미지는 래스터 그래픽스 편집기(예: 포토샵)로 처리하여 하드 디스크와 같은 저장 장치에 저장할 수 있다.
스캔 파일은 BMP와 같은 이미지 파일 형식으로 비압축으로 저장되거나, TIFF 및 PNG와 같은 파일 형식으로 비손실 압축되어 저장되거나, JPEG와 같은 파일 형식으로 손실 압축되어 저장되거나, PDF 내에 내장된 이미지로 저장되거나 벡터 그래픽스로 변환될 수 있다. 광학 문자 인식(OCR) 소프트웨어는 텍스트의 스캔 이미지를 편집 가능한 텍스트로 합리적인 정확도로 변환할 수 있으며, 텍스트가 깨끗하게 인쇄되어 있고 소프트웨어가 읽을 수 있는 글꼴 및 크기여야 한다. OCR 기능은 스캔 소프트웨어에 통합되거나, 스캔된 이미지 파일을 별도의 OCR 프로그램으로 처리할 수 있다.

## 특정 용도

### 문서 처리
문서 처리 요구 사항은 이미지 스캔의 요구 사항과 다르다. 이러한 요구 사항에는 스캔 속도, 자동 용지 공급, 문서의 앞면과 뒷면을 자동으로 스캔하는 기능이 포함된다. 반면에 이미지 스캔은 일반적으로 깨지기 쉬운 또는 3차원 물체를 다루는 능력과 훨씬 더 높은 해상도로 스캔하는 능력을 필요로 한다.
문서 스캐너에는 문서 공급 장치가 있으며, 일반적으로 복사기나 다목적 스캐너에 있는 것보다 크다. 스캔은 분당 20에서 최대 420페이지까지 고속으로 이루어지며, 많은 스캐너가 컬러를 지원하지만 종종 회색조로 이루어진다. 많은 스캐너가 양면 원본의 양면을 스캔할 수 있다(양면 작동). 정교한 문서 스캐너에는 텍스트 스캔이 생성될 때 자동으로 정리하여 우발적인 표시를 제거하고 글꼴을 선명하게 하는 펌웨어 또는 소프트웨어가 있다. 이는 표시를 원하는 미세한 디테일과 안정적으로 구별할 수 없기 때문에 사진 작업에는 허용되지 않는다. 생성된 파일은 생성되는 동시에 압축된다.
사용되는 해상도는 일반적으로 150에서 300 dpi이며, 하드웨어는 600 이상의 해상도를 지원할 수도 있다. 이는 읽기 및 OCR에 충분한 텍스트 이미지를 생성하며, 고해상도 이미지가 요구하는 더 높은 저장 공간 요구 사항을 피한다.
문서 스캔은 종종 OCR 기술을 사용하여 편집 및 검색 가능한 파일을 생성한다. 대부분의 스캐너는 ISIS 또는 TWAIN 장치 드라이버를 사용하여 문서를 TIFF 형식으로 스캔하여, 스캔된 페이지를 문서 관리 시스템에 공급하여 스캔된 페이지의 아카이빙 및 검색을 처리할 수 있도록 한다. 사진에 매우 효율적인 손실 JPEG 압축은 텍스트 문서에는 바람직하지 않다. 기울어진 직선 모서리가 들쭉날쭉하게 보이고, 밝은 배경에 단색 검정(또는 다른 색상) 텍스트는 비손실 압축 형식으로 잘 압축되기 때문이다.
용지 공급 및 스캔은 자동으로 빠르게 이루어질 수 있지만, 준비 및 색인화는 필수적이며 사람의 많은 노력을 필요로 한다. 준비에는 스캔할 용지를 수동으로 검사하고 순서가 맞는지, 접히지 않았는지, 스테이플이나 스캐너를 막을 수 있는 다른 것이 없는지 확인하는 작업이 포함된다. 또한 법률 및 의료와 같은 일부 산업에서는 문서에 베이츠 넘버링 또는 문서 식별 번호와 문서 스캔 날짜/시간을 부여하는 다른 표시가 필요할 수 있다.
색인화는 파일에 관련 키워드를 연결하여 내용으로 검색할 수 있도록 하는 작업이다. 이 과정은 어느 정도 자동화될 수 있지만, 종종 데이터 입력 직원이 수행하는 수동 노동을 필요로 한다. 일반적인 방법은 바코드 인식 기술을 사용하는 것이다. 준비 과정에서 폴더 이름이나 색인 정보가 포함된 바코드 시트가 문서 파일, 폴더, 문서 그룹에 삽입된다. 자동 일괄 스캔을 사용하여 문서는 적절한 폴더에 저장되고, 문서 관리 시스템에 통합하기 위한 색인이 생성된다.

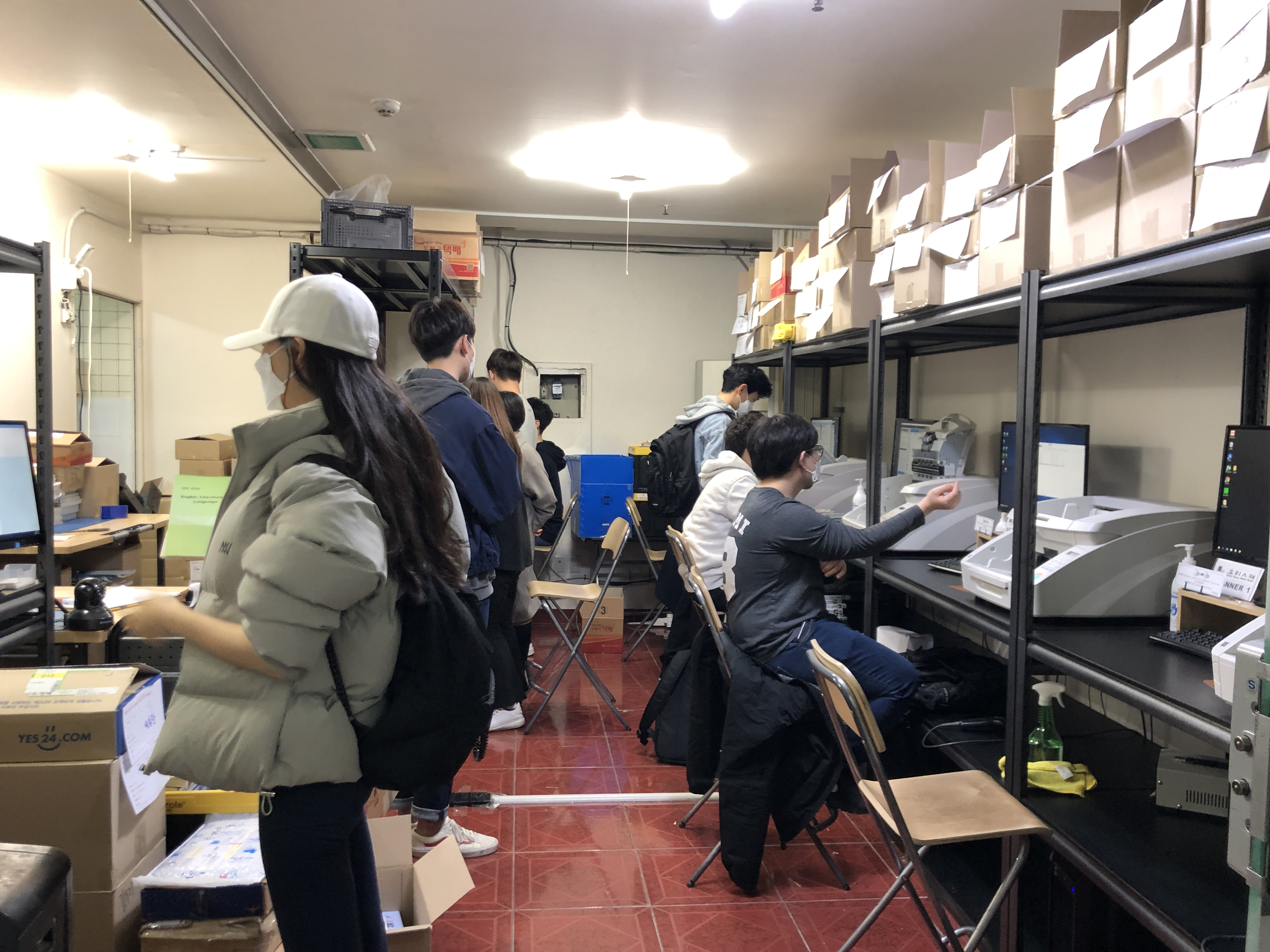
대한민국 문화체육관광부는 2011년 6월, 저작권자나 책 주인이 아닌 제3자가 책을 스캔하는 것은 저작권법 위반이라는 해석을 내렸다. 이에 따라 대한민국에서는 책 주인이 '스캔방'을 찾아 직접 책을 스캔한다.

문서 스캔의 특수한 형태는 책 스캔이다. 책은 보통 제본되어 있고 때로는 손상되기 쉽고 대체 불가능하기 때문에 기술적인 어려움이 발생하지만, 일부 제조업체는 이를 처리하기 위한 특수 기계를 개발했다. 종종 특수한 로봇 메커니즘이 페이지 넘김 및 스캔 과정을 자동화하는 데 사용된다.

### 기타 용도
평판 스캐너는 정적 피사체의 고해상도 디지털 이미지를 생성하기 위해 대형 카메라의 디지털 백으로 사용되어 왔다. 수정된 평판 스캐너는 실리카 젤 층에 자외선 표시기가 포함된 형광 소광으로 검출된 박층 크로마토그래피의 문서화 및 정량화에 사용되었다. ChromImage는 최초의 상업용 평판 스캐너 농도계로 알려져 있다. 이 장치는 TLC 플레이트 이미지 획득 및 Galaxie-TLC 소프트웨어를 사용하여 크로마토그램을 정량화할 수 있다. 농도계로 전환되는 것 외에도, 평판 스캐너는 다양한 방법을 사용하여 비색계로도 전환되었다. Trichromatic Color Analyser는 평판 스캐너를 삼자극 비색 장치로 사용하는 최초의 분산형 시스템으로 알려져 있다.
평판 스캐너는 스캐노그래피라는 직접적인 예술 작품 제작에도 사용될 수 있다.
생체 의학 연구 분야에서 DNA 마이크로어레이 검출 장치도 스캐너라고 불린다. 이 스캐너는 현미경과 유사한 고해상도 시스템(최대 1 μm/픽셀)이다. 검출은 CCD 또는 광전 증폭관을 사용하여 수행된다.
병리학 분야에서는 스캐너가 생검 및 기타 유형의 샘플링에서 얻은 조직 슬라이드를 캡처하는 데 사용되어, 원격 병리 및 해석을 위한 인공지능 적용과 같은 다양한 디지털 병리학 방법을 가능하게 한다.

## 같이 보기
- 3D 스캐너
- 바코드 판독기
- 해상도
- 복사기
- 텔레시네